# Batalha naval do Golfo Pérsico

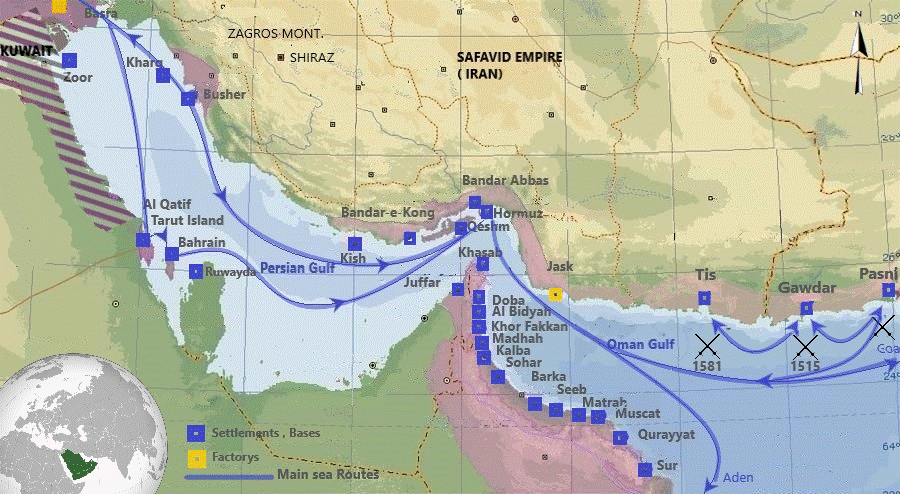
Golfo Pérsico 1507-1750

A batalha naval do Golfo Pérsico foi uma batalha naval em 1625 entre o Império Português e forças do o reino da Inglaterra, Holanda, e o império de Pérsia. As forças portuguesas tentaram reconquistar a cidade de Ormuz e recuperar suo prestigio naquela região. O confronto ocorreu em torno das ilhas de Ormuz, Larak e Qeshm, e durou 14 dias. 
É a maior batalha naval travada no Golfo Pérsico na História, com 3600 homens envolvidos em ambos os lados, tripulando 20 navios capitais e outros 40 pequenos navios.